# Gabazina
Gabazina (SR-95531) é um fármaco que atua como antagonista dos receptores GABAA. É objeto de estudo em pesquisas científicas e ainda não possui função na medicina devido ao potencial de ocasionar convulsões em humanos.
A gabazina se liga aos receptores GABA do complexo receptor GABA/canal de cloreto e atua como um inibidor alostérico da abertura do canal iônico. O efeito ligante reduz a inibição sináptica mediada por GABA por antagonizar o fluxo de cloreto através da membrana celular e, assim, inibe também a hiperpolarização neuronal. Enquanto a inibição fásica (sináptica) é fortemente afetada pela gabazina, a inibição tônica (extrassináptica) praticamente não sofre alterações.
A gabazina é um ligante e antagonista dos receptores GABAA que contém a subunidade proteica α 4βδ, sugerindo que a substância exerce efeito sobre receptor de GHB.